# Micaela Vázquez
Micaela Belén Vázquez (Buenos Aires, 24 de novembro de 1986) é uma atriz argentina.

## Carreira
Micaela nasceu em Buenos Aires. Ela começou sua carreira profissional em 2001, estrelando em Chiquititas. Ela interpretou Miki, que é um de seus apelidos na vida real. Depois de Chiquititas, ela fez Miki novamente na minissérie Chiquititas, la Historia em 2001.
Em 2001, ele apareceu pela primeira vez na televisão nas mãos de Cris Morena na série Crianças e Jovens  Chiquititas , jogando Miki, uma garota que ele conheceu Philip (Felipe Colombo) e Bautista (Benjamín Rojas) feridos e acompanhando-os até a casa dos órfãos, onde ele fica para morar. Entre 2002 e 2003 participou em  Rebelde Way , onde jogou Pilar Dunoff, filha do diretor  Elite Escola   Way . Em 2004 ele se juntou ao elenco de "Floricienta" interpretando Nata, uma das garotas que cantaram na banda de Floricienta. Participe nos coros do primeiro CD da série: "Floricienta y su banda". Ele também fez aparições em   Married with Children ,  Chiquititas 2006 ,  Sos mi vida ,  O tempo não pára  e  Eles são de ferro . Film fez um pequeno papel no filme  Crônica de uma fuga , e atuado em várias peças, tais como:  Sweet Queen ,  Remiseria ,  Marejada , e na série da web eu sou virgem. Em 2011 ela teve uma participação especial como vilão em  The Only . Em 2012 foi convocada por Enrique Estevanez para se juntar ao elenco de   Sweet Love  telenovela transmitido em horário nobre Telefe, no qual ele interpreta para Florencia, a terceira em discórdia entre Lucas (Nicolás Riera) e Brenda (Rocío Igarzábal).
Em 2013 ele interpretou um dos vilões da telenovela de Telefe, Taxxi, amores cruzados, estrelando Gabriel Corrado, Catherine Fulop , Nicolás Riera e Rocío Igarzábal, onde ela interpreta Ema, a terceira em discórdia do casal Fulop e Riera. Do final de 2013 até o início de 2014, foi realizado o programa Fans World, que reuniu Coco Maggio e Dalma Maradona.

## Trabalhos na televisão
- Dulce Amor (2012) – Flor
- Son di Fierro (2007) – Mariana
- Sos Mi Vida (2006)
- Chiquititas 2006 (2006) – Rita (Participação)
- Casados con Hijos (2005/2006) – Rachel
- Floricienta (2004) – Renata 'Nata'
- Rebelde Way (2002/2003) – Pilar Dunoff
- Chiquititas, la história (2001) – Miki
- Chiquititas (2001) – Miki